# Institut National Polytechnique de Toulouse
Fundada em 1969, a Institut national polytechnique de Toulouse (ou INP Toulouse) é uma escola de engenharia, instituição de ensino superior público localizada na cidade do Toulouse, França.
INP Toulouse é uma parte do Grupo Toulouse Tech.
Campus da INP Toulouse situa-se no pólo universitário da Université Fédérale Toulouse Midi-Pyrénées.

## Laboratórios e centros de investigação
Ao nível da investigação, INP Toulouse reúne 17 laboratórios, cerca de 1.000 pesquisadores (docentes, investigadores de grandes organizações, PhD), agrupados em laboratórios associados ao CNRS, INRA e de outras universidades em Toulouse .